# Marcel Lotka
Marcel Laurenz Lotka (* 25. Mai 2001 in Duisburg) ist ein polnisch-deutscher Fußballtorwart. Er steht seit Juli 2025 bei Fortuna Düsseldorf unter Vertrag und war polnischer Nachwuchsnationalspieler.

## Karriere

### Verein

#### Jugend
Der gebürtige Duisburger begann in der Jugend des MSV Duisburg mit dem Fußballspielen, ehe er im Alter von 13 Jahren in das Nachwuchsleistungszentrum des FC Schalke 04 wechselte. Dort verblieb Lotka jedoch nur ein Jahr und schloss sich anschließend Rot-Weiss Essen an. Für die B1-Junioren (U17) der Essener spielte der Torwart in der Saison 2016/17 19-mal in der B-Junioren-Bundesliga, stieg mit seiner Mannschaft jedoch ab. Lotka trat anschließend nicht den Gang in die B-Junioren-Niederrheinliga an, sondern wechselte zur Saison 2017/18 innerhalb der Liga zur U17 von Bayer 04 Leverkusen. Dort war er sofort der Stammtorhüter und absolvierte 25 von 26 Bundesligaspielen. Zur Saison 2018/19 rückte Lotka zu den A-Junioren (U19) auf und war mit 24 Einsätzen in der A-Junioren-Bundesliga ebenfalls die „Nummer 1“. In der Saison 2019/20, seinem letzten Jahr bei den Junioren, folgten 17 Bundesligaspiele (von 20 möglichen), ehe die Spielzeit ab März 2020 aufgrund der COVID-19-Pandemie nicht mehr fortgesetzt wurde. Zudem absolvierte er 4 Spiele in der UEFA Youth League.

#### Hertha BSC
Nach dem Ende seiner Juniorenzeit wechselte der 19-Jährige zur Saison 2020/21 zur zweiten Mannschaft von Hertha BSC. Er absolvierte hinter dem dritten Torhüter der Profimannschaft, Nils Körber, 3 Spiele in der viertklassigen Regionalliga Nordost, ehe auch diese Spielzeit aufgrund der Corona-Pandemie ab November 2020 nicht mehr fortgesetzt wurde. Am letzten Spieltag der Bundesliga stand er unter dem Cheftrainer Pál Dárdai im Spieltagskader der Profis, wurde jedoch nicht eingewechselt. Auch in der Saison 2021/22 stand Lotka im Kader der zweiten Mannschaft. Dort kam jedoch zumeist Florian Palmowski zum Einsatz und auch Körber sammelte in einigen Spielen Spielpraxis. Der Deutsch-Pole kam daher nicht auf die erhoffte Spielzeit. Im Profikader musste der 20-Jährige nach der Winterpause bei einigen Bundesligaspielen als Ersatztorwart hinter Alexander Schwolow aushelfen, da Oliver Christensen, Rune Jarstein und Körber ausfielen. Für das Bundesligaspiel am 26. Februar 2022 stand auch Schwolow aufgrund einer Corona-Infektion nicht zur Verfügung. Die „Nummer 5“ Lotka erhielt bei der 0:3-Niederlage gegen den SC Freiburg vom Cheftrainer Tayfun Korkut den Vorzug vor Körber und debütierte in der höchsten deutschen Spielklasse. Im folgenden Spiel erhielt er den Vorzug vor dem zurückgekehrten Christensen sowie eine Woche später zusätzlich vor Schwolow, da Korkut im Abstiegskampf auf Lotkas „Unbekümmertheit“ setzen wollte. Anschließend übernahm Felix Magath die Mannschaft. Dieser setzte wieder auf Schwolow als „Nummer 1“. Im zweiten Spiel unter Magath verletzte sich dieser jedoch, sodass Lotka wieder zum Einsatz kam. Magath zeigte sich zufrieden mit seinen Leistungen und bezeichnete ihn als „richtig große Nummer“. Lotka kam in den restlichen 6 Spielen zum Einsatz, womit er die Saison mit 10 Bundesligaspielen beendete. Hertha wurde 16. und musste in die Relegation, in der man gegen den Hamburger SV die Klasse hielt. Lotka fiel aufgrund eines am letzten Spieltag erlittenen Nasenbeinbruchs samt leichter Gehirnerschütterung für beide Spiele aus.

#### Borussia Dortmund
Am 1. März 2022 vermeldete Borussia Dortmund die ablösefreie Verpflichtung Lotkas für die zweite Mannschaft in der 3. Liga zur Saison 2022/23. Lotka hatte noch vor seinem Bundesliga-Durchbruch in Dortmund einen Vertrag bis zum 30. Juni 2024 unterschrieben. Hertha BSC verlängerte jedoch nach seinen starken Leistungen den zum Saisonende auslaufenden Vertrag per Option fristgerecht vor dem 30. April 2022 um ein Jahr. Die Vereine einigten sich schließlich doch auf einen Wechsel des Torhüters. Anders als zunächst geplant stand Lotka beim BVB auch im Kader der ersten Mannschaft von Edin Terzić und nahm dort im Wechsel mit Luca Unbehaun neben dem Stammtorhüter Gregor Kobel und dessen Ersatzmann Alexander Meyer am Training teil. In Bezug auf die U23 ließ deren Cheftrainer Christian Preußer offen, ob es eine „klare Nummer 1“ geben würde, da dies auch davon abhängig wäre, was „die erste Mannschaft plane“. Nach fünf Gegentreffern für Unbehaun an den ersten beiden Spieltagen wurde Lotka in den folgenden drei Spielen eingesetzt, musste seinerseits drei Gegentore hinnehmen und wurde dann wieder durch Unbehaun ersetzt. Mit diesem verlor die Dortmunder U23 drei von vier Partien, ehe Unbehaun mit einer Rückenverletzung für mehrere Wochen ausfiel. Nach dem Debütspiel des 18-jährigen Silas Ostrzinski rückte der Duisburger ab dem 11. Spieltag langfristig ins Tor. Zwischen dem 15. und dem 20. Spieltag verlor er mit der Mannschaft jede Partie, woraufhin letztendlich Preußer gehen musste und durch Jan Zimmermann ersetzt wurde. Lotka war hierbei aber häufig einer der notenbesten Dortmunder auf dem Feld und erhielt vom kicker schlechtestenfalls eine 3,0. Von den letzten elf Drittligaspielen verlor die Mannschaft unter Zimmermann, der nun häufiger vor Lotka eine Viererkette auflaufen ließ, nur noch deren zwei, sechs dieser Spiele endeten auch für den jeweiligen Gegner torlos. Bei der ersten Mannschaft saß Lotka bei fünf Bundesligaspielen ohne Einsatz auf der Bank.
Nachdem Unbehaun im Sommer 2023 den Verein verlassen hatte und zusätzlich zum Kollegen Ostrzinski noch die beiden ebenfalls jüngeren Torhüter Tiago Estevão und Marian Kirsch in die U23 wechselten, blieb Lotka Zimmermanns erste Wahl. In der ersten Mannschaft war er fortan hinter Kobel und Meyer die alleinige „Nummer 3“. Am 14. Spieltag wurde der Deutschpole in der Nachspielzeit mit Rot vom Platz gestellt, nachdem er bei einem Abwehrversuch nicht den Ball traf und stattdessen das Nasenbein seines Gegenspielers Jannik Mause brach. Bis zum Abpfiff musste Dortmunds Kapitän Franz Pfanne im Tor stehen. Im Anschluss an den Spieltag erhielt Lotka vom DFB-Sportgericht eine vier Spiele andauernde Sperre. In je zwei Partien wurde Lotka von Estevão und Ostrzinski vertreten, ehe er nach Ablauf seiner Sperre wieder ins Tor zurückkehrte. In diesem Spiel, dem letzten der Hinrunde und vor der Winterpause, parierte der Torwart mehrmals gegen den Gegenspieler Timur Gayret und sicherte seiner Mannschaft so den 2:1-Sieg gegen Halle. Im Rückrundenverlauf saß Lotka sechsmal auf der Bank, um Ostrzinski Spielpraxis zu ermöglichen, gemeinsam holten die beiden Keeper mit der Mannschaft als Elfter 54 Punkte, was zuvor noch keiner U23 des BVB in der 3. Liga gelungen war. Bei der ersten Mannschaft saß Lotka bei sieben Bundesligaspielen und allen 13 Champions-League-Spielen – inklusive des Finals gegen Real Madrid im Wembley-Stadion, das mit 0:2 verloren wurde – ohne Einsatz auf der Bank. 
Auch in der Spielzeit 2024/25 erhielt Lotka regelmäßige Nominierungen für das mittlerweile von Nuri Şahin verantwortete Bundesligateam, ohne aber auf dem Platz eingesetzt zu werden. Die meisten Ligaspiele absolvierte der Keeper für die U23, in den restlichen war er verletzt oder saß zugunsten seiner Vertreter auf der Tribüne. In 26 Drittligapartien kassierte Lotka 42 Gegentreffer und stieg mit der Mannschaft am Saisonende in die Regionalliga ab. Anschließend verließ er den BVB, nachdem sein auslaufender Vertrag nicht verlängert wurde und für die erste Mannschaft mit Diant Ramaj und Patrick Drewes zwei neue Torhüter verpflichtet worden waren.

#### Fortuna Düsseldorf
Nach seinem Vertragsende wechselte Lotka wie sein Dortmunder Teamkollege Julian Hettwer zur Saison 2025/26 ablösefrei in die 2. Bundesliga zu Fortuna Düsseldorf. Hier komplettierte er das Torwartteam um Kapitän Florian Kastenmeier und dessen Vertreter Florian Schock.

### In der Nationalmannschaft
Lotka lief von Oktober 2017 bis März 2018 7-mal in der polnischen U17-Nationalmannschaft auf. Im Februar 2019 spielte er zunächst einmal für die U18, ehe im Oktober 2019 ein Spiel für die U19 folgte. Anschließend wurden aufgrund der COVID-19-Pandemie keine Spiele im Juniorenbereich ausgetragen. Daher kam Lotka erst September 2021 wieder für die U21 im Rahmen der Qualifikation für die U21-Europameisterschaft 2023 zum Einsatz. Im Oktober 2021 und März 2022 spielte der Torhüter zudem je einmal in der U20.